# Médaille Fields
La médaille Fields est une des deux plus prestigieuses récompenses en mathématiques avec le prix Abel. Tous deux sont considérés comme équivalents d'un prix Nobel, inexistant pour cette discipline.
Elle est attribuée tous les quatre ans depuis 1936 au cours du congrès international des mathématiciens à quatre mathématiciens au plus, tous de moins de 40 ans,. Les lauréats reçoivent chacun une médaille et 15 000 dollars canadiens.

## Origine et premières attributions
John Charles Fields, mathématicien canadien, propose la création de cette médaille en 1923 lors d'une réunion internationale à Toronto. À sa mort, en 1932, il lègue ses biens à la science afin de contribuer au financement de la médaille. L'attribution des deux premières médailles a lieu en 1936. La Seconde Guerre mondiale interrompt la délivrance de la distinction jusqu'en 1950. Au départ, seules deux médailles sont décernées tous les quatre ans. En 1966, la décision est prise de passer à quatre lauréats au plus.

## Liste des lauréats
| Année | Lieu                   | Lauréats                                                                            |
| ----- | ---------------------- | ----------------------------------------------------------------------------------- |
| 1936  | Oslo, Norvège          | Lars Valerian Ahlfors, Jesse Douglas                                                |
| 1950  | Cambridge, États-Unis  | Laurent Schwartz, Atle Selberg                                                      |
| 1954  | Amsterdam, Pays-Bas    | Kunihiko Kodaira, Jean-Pierre Serre                                                 |
| 1958  | Édimbourg, RU          | Klaus Roth, René Thom                                                               |
| 1962  | Stockholm, Suède       | Lars Hörmander, John Milnor                                                         |
| 1966  | Moscou, URSS           | - Michael Atiyah, Paul Cohen, Alexandre Grothendieck, Stephen Smale                 |
| 1970  | Nice, France           | Alan Baker, Heisuke Hironaka, Sergueï Novikov, John Griggs Thompson                 |
| 1974  | Vancouver, Canada      | Enrico Bombieri, David Mumford                                                      |
| 1978  | Helsinki, Finlande     | Pierre Deligne, Charles Fefferman, Gregori Margulis, Daniel Quillen                 |
| 1982  | Varsovie, Pologne      | Alain Connes, William Thurston, Shing-Tung Yau                                      |
| 1986  | Berkeley, États-Unis   | Simon Donaldson, Gerd Faltings, Michael Freedman                                    |
| 1990  | Kyoto, Japon           | Vladimir Drinfeld, Vaughan Jones, Shigefumi Mori, Edward Witten                     |
| 1994  | Zurich, Suisse         | Jean Bourgain, Pierre-Louis Lions, Jean-Christophe Yoccoz, Efim Zelmanov            |
| 1998  | Berlin, Allemagne      | Richard Ewen Borcherds, Timothy Gowers, - Maxime Kontsevitch, Curtis Tracy McMullen |
| 2002  | Pékin, Chine           | Laurent Lafforgue, Vladimir Voïevodski                                              |
| 2006  | Madrid, Espagne        | Andreï Okounkov, Grigori Perelman (a refusé le prix), Terence Tao, Wendelin Werner  |
| 2010  | Hyderabad, Inde        | Elon Lindenstrauss, - Ngô Bảo Châu, Stanislav Smirnov, Cédric Villani               |
| 2014  | Séoul, Corée du Sud    | - Artur Ávila, - Manjul Bhargava, Martin Hairer, Maryam Mirzakhani                  |
| 2018  | Rio de Janeiro, Brésil | - Caucher Birkar, Alessio Figalli, Peter Scholze, Akshay Venkatesh                  |
| 2022  | Helsinki, Finlande     | Hugo Duminil-Copin, Maryna Viazovska, June Huh, James Maynard                       |

- Si vous ne connaissez pas le sujet, laissez ce bandeau (vous pouvez alors contacter les auteurs).
- Si vous supprimez le contenu mis en cause (vous pouvez préalablement contacter les auteurs),

argumentez précisément cette suppression dans la page de discussion
(un manque de référence n'est pas un argument ; une recherche réelle de référence doit avoir été effectuée, être formellement documentée).
Onze « médaillés Fields » sont d'anciens élèves de l'École normale supérieure de Paris : Laurent Schwartz (1950), Jean-Pierre Serre (1954), René Thom (1958), Alain Connes (1982), Pierre-Louis Lions (1994), Jean-Christophe Yoccoz (1994), Laurent Lafforgue (2002), Wendelin Werner (2006), Cédric Villani (2010), Ngô Bảo Châu (2010) et Hugo Duminil-Copin (2022). Ceci ferait de l’École normale supérieure la première institution du palmarès si le classement portait sur l'établissement d'origine des médaillés et non le lieu d'obtention.
Concernant le pays d’origine, la France se trouve également bien classée si l'on considère le lieu de formation des médaillés : ainsi en 2004, le CNRS dénombrait déjà 11 lauréats sur 44 issus de laboratoires français. Prolongeant ce raisonnement jusqu'à 2014, on aboutit à un total de 15 médaillés Fields issus de laboratoires français, ce qui pourrait placer la France en tête des nations formatrices de ces éminents mathématiciens.

## Circonstances spécifiques
En 1966, Alexandre Grothendieck boycotte la cérémonie devant lui remettre une médaille Fields, tenue à Moscou, pour protester contre les interventions militaires soviétiques en Europe de l’Est.
En 1970, Sergueï Novikov, en raison des restrictions imposées à son encontre par le gouvernement soviétique, n'est pas en mesure de voyager pour se rendre au congrès de Nice afin de recevoir sa médaille.
En 1974, l'Union soviétique, par le biais de Lev Pontriaguine, alors vice-président du comité exécutif de l'IMU, s'oppose à ce que la médaille Fields soit remise à Vladimir Arnold, suspecté de dissidence politique.
En 1978, Lev Pontriaguine s'élève violemment contre la sélection de Gregori Margulis. Les autres membres du comité exécutif de l'IMU lui tiennent tête, mais les autorités soviétiques empêchent Margulis de se rendre au congrès d’Helsinki pour recevoir sa médaille. La récompense est alors reçue en son nom par le mathématicien belge Jacques Tits, qui déclare à cette occasion : « Je ne peux pas ne pas exprimer ma profonde déception — sans doute partagée par beaucoup de monde ici — due à l'absence de Margulis à cette cérémonie. En raison du sens symbolique de cette ville d'Helsinki, j'ai vraiment eu l'espoir grandissant que j'aurais au moins la chance de rencontrer un mathématicien que j'ai seulement connu à travers son travail et pour qui j'ai le plus grand respect et la plus grande admiration ».
En 1982, le congrès doit se tenir à Varsovie mais il est reporté à l'année suivante, en raison de l'instabilité politique du pays. Les récompenses sont annoncées à la neuvième assemblée générale de l'IMU plus tôt dans l'année et remises lors du congrès de Varsovie qui se tient effectivement en 1983.
En 1990, la récompense est accordée à Jones et Witten pour leurs travaux en physique. Jones est à l'origine du polynôme de Jones et Witten trouve une relation entre ce polynôme et la théorie quantique des champs.
En 1998, au CIM, Andrew Wiles reçoit des mains du président du comité de la médaille Fields, Yuri Manin, la première plaque d'argent de l'IMU en reconnaissance de sa démonstration du dernier théorème de Fermat. Don Zagier fait référence à la plaque comme une « médaille Fields de poids ». Pour expliquer cette récompense, on évoque souvent le fait que Wiles avait dépassé l'âge limite de la médaille Fields (40 ans). Pourtant, bien que Wiles eût déjà légèrement dépassé l'âge limite en 1994, il avait alors été estimé favori pour gagner la médaille ; mais l'attribution n'avait finalement pas été envisageable car un « trou » avait été trouvé dans sa démonstration du théorème à l'été 1993, défaillance qu'il n'avait pu combler que deux ans plus tard, en 1995,.
En 2003, un autre équivalent du prix Nobel est créé en Norvège pour les mathématiques : le prix Abel. Le premier prix est attribué au Français Jean-Pierre Serre, qui avait été le plus jeune lauréat de la médaille Fields en 1954.
En 2006, Grigori Perelman, lauréat pour sa démonstration de la conjecture de Poincaré, refuse la médaille Fields et n'assiste pas au congrès.
Un même problème — en l'occurrence, savoir si une variété homotopiquement équivalente à une sphère de dimension n est ou non une sphère de dimension n (voir la conjecture de Poincaré) — a donné lieu à l'attribution de trois médailles Fields : la première en 1966 à Stephen Smale, la deuxième en 1986 à Michael Freedman, la troisième vingt ans plus tard à Grigori Perelman.
En 2014, l'Iranienne Maryam Mirzakhani est la première femme à recevoir la distinction, et la seule jusqu'en 2022. Elle est aussi la première personne iranienne, et la seule jusqu'en 2018.
Le 1er août 2018, les organisateurs de l'événement à Rio de Janeiro annoncent que la médaille remise le jour même à Caucher Birkar a été dérobée sur les lieux où s’est déroulée la cérémonie.
Le 11 mars 2022, en raison de l'invasion de l'Ukraine par la Russie en 2022, l'Union mathématique internationale annonce que la cérémonie se tiendra à Helsinki au lieu de Saint-Pétersbourg.

## Nature de la médaille

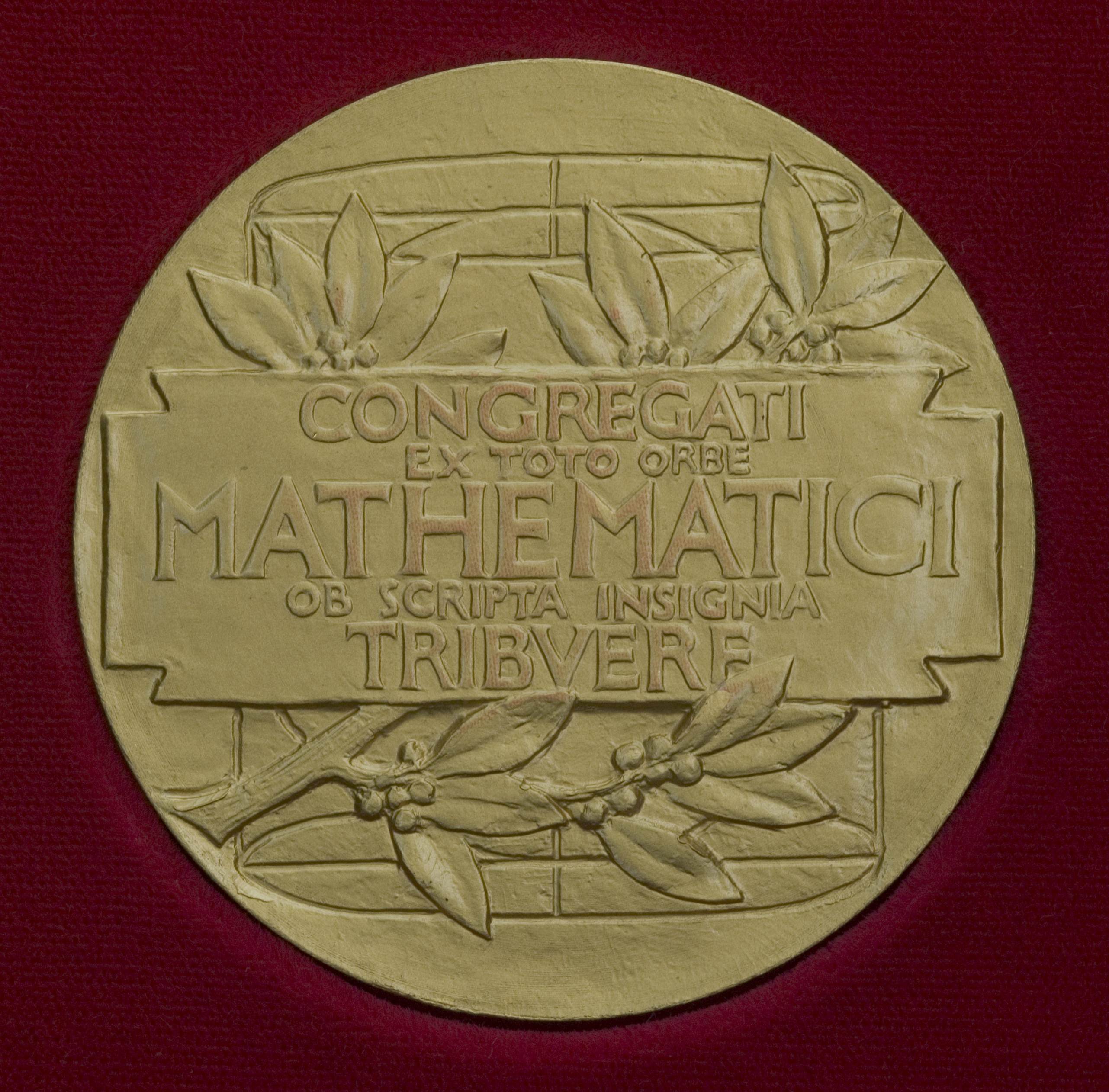
Revers de la médaille Fields.

La médaille a été dessinée par le médecin et sculpteur canadien R. Tait McKenzie. Elle est fabriquée en or 14 carats, a un diamètre de 63,5 mm, et un poids de 169 g.
Sur l'avers, se trouvent un portrait de profil d'Archimède et une citation en latin du poète Marcus Manilius : « Transire suum pectus mundoque potiri », soit « S'élever au-dessus de soi-même et conquérir le monde ».
Au revers, est inscrite une phrase en latin :
CONGREGATI

EX TOTO ORBE

MATHEMATICI

OB SCRIPTA INSIGNIA

TRIBUERE
qui peut se traduire par : « Les mathématiciens rassemblés du monde entier ont récompensé pour des contributions exceptionnelles ».
À l'arrière-plan, figure une représentation de la tombe d'Archimède, avec la gravure de son théorème « De la sphère et du cylindre » disposée derrière un rameau.
La tranche porte le nom du lauréat.

## Critiques
Pour Nalini Anantharaman, la limite d'âge de 40 ans peut empêcher les femmes mathématiciennes de travailler à obtenir cette médaille, car elles sont généralement occupées à gérer leur famille à cet âge.

## Dans la culture populaire
- Dans le film Un conte de Noël de 2008, le personnage interprété par Hippolyte Girardot est médaillé Fields. C'est Cédric Villani, médaillé Fields deux ans après la sortie du film, qui a créé la démonstration que l'acteur est censé écrire au tableau[24],[25].
- Dans le film Will Hunting, le personnage fictif Gerald Lambeau aurait reçu la médaille Fields pour des travaux en combinatoire.
- Dans le film Un homme d'exception, John Forbes Nash se plaint de ne pas avoir reçu la médaille Fields.
- Dans la série télévisée Eureka, Nathan Stark dit avoir reçu la médaille Fields.
- Dans la série télévisée Numb3rs, le mathématicien fictif Charlie Eppes explique à Megan Reeves l'inexistence d'un prix Nobel de mathématiques.
- Dans l'épisode 6 de la saison 2 de la série télévisée Utopia (La fin justifie les moyens), l'un des personnages éliminés par Terrence indique ironiquement qu'il a obtenu la médaille Fields.
- Dans le roman Le creux des maths de Christine Avel, la mère d'Abel, le narrateur, a obtenu la médaille Fields.
- Dans la série télévisée Maxwell-James, Mélanie Banes souhaite obtenir la médaille Fields.
- Dans la nouvelle Résoudre(x) (anthologie Faux-semblants, éd. YBY, 2020), le mathématicien fictif Raphael G. est pressenti comme pouvant devenir le plus jeune récipiendaire de la médaille Fields grâce à ses travaux en théorie analytique des nombres (hypothèse de Riemann).